# Мечеть Вененда
Мечеть Вененда (азерб. Vənənd məscidi) — историко-архитектурный памятник XIV века в селе Вененд Ордубадского района Азербайджана.
Мечеть была включена в список недвижимых исторических и культурных памятников местного значения согласно постановлению Кабинета министров Азербайджанской Республики № 132 от 2 августа 2001 года. Согласно постановлению Кабинета министров Нахчыванской Автономной Республики № 98 от 21 ноября 2007 года, мечеть Вененд была внесена в список архитектурных памятников республиканского значения.

## История
Мечеть находится в селе Вененд Ордубадского района. Согласно надписи, выполненной крупным почерком насх на тимпане дверного проёма, мечеть была построена в 1324—1325 годах. Мечеть, входная дверь которой расположена с северной стороны, имеет прямоугольную форму. Её площадь составляет примерно 375 квадратных метров, высота — 7 м. Внутри мечети имеется второй этаж, устроенный в виде балкона и предназначенный для женской молельни. Мечеть несколько раз реставрировалась. В начале XVII века её территория была расширена. В настоящее время оригинальное здание мечети находится в северо-западном углу здания. Войти в эту часть можно через дверь со стороны западного фасада. При расширении мечети примерно в 2 м от её западной стены была возведена новая стена, и стена с надписью у входа в мечеть оказалась внутри здания.
На второй надписи мечети указано, что она была восстановлена в 1732 году жителем Вененда Мухаммедом Рзой. Эта надпись находится внутри мечети, на арке, соединяющей средние колонны с северной стороны. Надпись размером 348×26,5 см выполнена почерками насх и шикястя с элементами сульса. Написанная на персидском и арабском языках, она содержит сведения об экономической жизни Вененда и Нахчывана в первой половине XVIII века. Впервые её перевёл на французский язык русский востоковед, историк, этнограф и дипломат Николай Ханыков.
Третья надпись находится на южной стене мечети и выполнена черной краской по гипсу. Из этой надписи становится ясно, что мечеть была отремонтирована в 1890 году. В ходе этого ремонта был украшен михраб и выполнены другие работы по окраске. Ремонтные работы и написание надписи осуществил Мирза Сулейман Маранди.

### В период советской оккупации
В Азербайджане после советской оккупации официально начали борьбу с религией с 1928 года. В декабре того же года Центральный Комитет КП Азербайджана передал множество мечетей, церквей и синагог на баланс клубов для использования в просветительских целях. Если в 1917 году в Азербайджане было 3000 мечетей, то в 1927 году это число сократилось до 1700, в 1928 году — до 1369, а к 1933 году их осталось всего 17. Мечеть Вененда также прекратила свою деятельность в тот период.

### После восстановления независимости
После восстановления независимости Азербайджана мечеть была включена в список недвижимых исторических и культурных памятников местного значения согласно постановлению № 132 Кабинета министров Азербайджанской Республики от 2 августа 2001 года. Согласно постановлению № 98 Кабинета министров Нахчыванской Автономной Республики от 21 ноября 2007 года, мечеть Вененда была внесена в список архитектурных памятников республиканского значения.